# Wayne Pygram
Wayne Pygram, pseudonimo di Wayne Pigram (Cootamundra, 13 ottobre 1959), è un attore e percussionista australiano.
È noto per aver interpretato un giovane Wilhuff Tarkin in Star Wars: Episodio III - La vendetta dei Sith e l'antagonista principale Scorpius nella serie televisiva Farscape dal 2001 al 2004.

## Filmografia

### Cinema
- Warming Up, regia di Bruce Best (1985)
- Addio al re (Farewell to the King), regia di John Milius (1989)
- Ritorno alla laguna blu (Return to the Blue Lagoon), regia di William A. Graham (1991)
- Un piccolo grande eroe (Hammers Over the Anvil), regia di Ann Turner (1993)
- The Custodian, regia di John Dingwall (1993)
- Doing Time for Patsy Cline, regia di Chris Kennedy (1997)
- Risk, regia di Alan White (2001)
- Star Wars: Episodio III - La vendetta dei Sith (Star Wars: Episode III - Revenge of Sith), regia di George Lucas (2005)
- Heatstroke, regia di Andrew Prowse (2008)

### Televisione
- Sons and Daughters - serie TV, 1 episodio (1986)
- Wandin Valley (A Country Practice) - serie TV, 2 episodi (1987)
- The First Kangaroos, regia di Frank Cvitanovich - film TV (1988)
- The Last Resort - serie TV (1988)
- La ragazza del futuro (The Girl of Tomorrow) - miniserie TV, 1 episodio (1990)
- Heroes II: The Return, regia di Donald Crombie - film TV (1992)
- Time Trax - serie TV, 1 episodio (1994)
- Fire - serie TV, 26 episodi (1995-1996)
- Adrenalin Junkies - serie TV, 1 episodio (1997)
- Roar - serie TV, 2 episodio (1997)
- The Day of the Roses, regia di Peter Fisk - miniserie TV, 2 episodi (1998)
- Wildside - serie TV, 1 episodio (1998)
- All Saints - serie TV, 2 episodi (1999-2006)
- Water Rats - serie TV, 1 episodio (1999)
- Big Sky - serie TV, 1 episodio (1999)
- The Lost World - serie TV, 2 episodi (1999-2001)
- Tales of The South Seas - serie TV, 1 episodio (2000)
- Home and Away - serie TV, 5 episodi (2001-2008)
- Farscape - serie TV, 61 episodi (2001-2003) - Scorpius/Harvey
- Heroes Mountain, regia di Peter Andrikidis - film TV (2002)
- Stingers - serie TV, 1 episodio (2002)
- Always Greener - serie TV, 1 episodio (2002)
- Snobs - serie TV, 1 episodio (2003)
- White Collar Blue - serie TV, 1 episodio (2003)
- Farscape - Le guerre dei Pacificatori (Farscape - The Pacekeeper Wars) - miniserie TV, 4 episodi (2004) - Scorpius/Harvey
- Through My Eyes, regia di - film TV (2004)
- Lost - serie TV, 1 episodio (2006)
- Rogue Nation - serie TV, 1 episodio (2009)
- The Cut - serie TV, 1 episodio (2009)
- My Place - serie TV, 1 episodio (2009)
- Underbelly - serie TV, 1 episodio (2010)
- The Broken Shore, regia di Rowan Woods - film TV (2013)

## Doppiatori italiani
Nelle versioni in italiano dei suoi film, Wayne Pygram  è stato doppiato da:
- Germano Basile in Farscape
- Pasquale Anselmo in Farscape - Le guerre dei Pacificatori
- Angelo Maggi in Lost